# 全唇兰
全唇兰（学名：Myrmechis chinensis）为兰科全唇兰属下的一个种。